# Brett Dennen
Brett Dennen (Oakdale, 28 ottobre 1979) è un cantante, chitarrista e compositore statunitense.

## Biografia
Brett Dennen frequentò il "Camp Jack Hazard", un campo estivo residenziale, da bambino e adolescente, e ci ha lavorato come consigliere. Ha continuato a contribuire al campo, esibendosi in una raccolta di fondi nel mese di febbraio 2012 per la "Buena Foundation" e la "Jack" col quale adesso gestisce il Camp Jack Hazard. Brett Dennen ha frequentato la "UC Santa Cruz", dal 2000 al 2004 mentre studiava a Kresge College.

## Discografia

### Album in studio
- 2004 – Brett Dennen
- 2006 – So Much More
- 2008 – Hope for the Hopeless
- 2011 – Loverboy
- 2013 – Smoke and Mirrors
- 2016 – Por favor

### EP
- 2006 – Peace - EP

### Album dal vivo
- 2007 – (More) So Much More

### Singoli
- 2009 – Make You Crazy